# Aleksandrs Volkovs
Aleksandrs Volkovs (* 18. November 1999) ist ein lettischer Leichtathlet, der sich auf den Diskuswurf spezialisiert hat.

## Sportliche Laufbahn
Erste internationale Erfahrungen sammelte Aleksandrs Volkovs im Jahr 2023, als er bei der 2. Liga der Team-Europameisterschaft im Rahmen der Europaspiele in Chorzów mit einer Weite von 56,10 m den neunten Platz belegte.
In den Jahren 2022 und 2023 wurde Volkovs lettischer Meister im Diskuswurf.